# Peugeot 108
De Peugeot 108 is een miniklasse personenauto. De auto wordt door PSA Peugeot Citroën en Toyota Motor Corporation gezamenlijk ontwikkeld. Het model werd gepresenteerd in maart 2014. In de zomer van 2014 was de 108 verkrijgbaar in Nederland.
Het model is gerelateerd aan de Citroën C1 en Toyota Aygo met gedeelde onderdelen, zoals chassis, motor en transmissie. De auto's worden geproduceerd in dezelfde fabriek in Tsjechië.
Voor de Peugeot 108 bestaat een keuze uit twee driecilinder benzinemotoren als aandrijving; een 1.0 liter VTi met 68 pk en een grotere 1.2 liter VTi met 82 pk.

## Einde productie
Eind 2020 werd bekend dat de Peugeot 108 en Citroën C1, voertuigen in het A-segment, nauwelijks nog rendabel zijn voor PSA. Als oorzaken worden de kleine marges en CO2-emissie genoemd. De fabrikant besloot daarop om de twee modellen in 2022 uit productie te nemen.